# I'd Rather Go Blind (dal)
Az I'd Rather Go Blind egy blues dal, amelyet Ellington Jordan írt. Billy Foster és Etta James a dal társszerzői. Etta Jamesszel vették először lemezre 1967-ben, és ugyanabban az évben adták ki. Az idők folyamán a dal blues- és dzsessz-sztenderddé vált.
A lemez A oldalán a „Tell Mama” című dal hallható.
Etta James a „Rage To Survive” című önéletrajzi könyvében megírta, hogy hallotta a barátja, Ellington Jordan által odavetett dalt, amikor meglátogatta őt a börtönben. A dal végleges változatát már Jordannal írta meg. Etta James a dalt a FAME Studios-ban vette fel. A kritikusok az „I'd Rather Go Blind”-ot kiemelkedő költői értékűnek tartják, hozzátéve, hogy Etta James a heroinfüggősége egy átmeneti szünetében rögzítette a dalt: „a dal nagyszerű metaforája a kábítószer-függőségnek.”

## Híres felvételek
- Etta James
- Aretha Franklin
- Susan Tedeschi
- Beyoncé
- Beth Hart
- Sydney Youngblood
- Clarence Carter
- Little Milton
- Chicken Shack
- Koko Taylor
- Man Man
- Rod Stewart
- Rod Stewart & Carlos Santana
- Chris Stapleton & Angelina Jordan
- Mick Hucknall
- B.B. King
- Paolo Nutini
- Holly Miranda
- Joe Bonamassa
- Grace Potter
- Elkie Brooks
- Paul Weller
- Trixie Whitley
- Ruby Turner
- Marcia Ball
- Barbara Lynn
- Nikki Yanofsky

## Fordítás
Ez a szócikk részben vagy egészben  az   I'd Rather Go Blind című angol Wikipédia-szócikk ezen változatának fordításán alapul.  Az eredeti cikk szerkesztőit annak laptörténete sorolja fel. Ez a jelzés csupán a megfogalmazás eredetét és a szerzői jogokat jelzi, nem szolgál a cikkben szereplő információk forrásmegjelöléseként.